# Pylos
Pylos (griechisch Πύλος (f. sg.), italienisch Navarino) ist eine Hafenstadt in Messenien in Griechenland.
Mit der Verwaltungsreform 2010 wurde Pylos Sitz der neu geschaffenen Gemeinde Pylos-Nestor, in der die ehemals selbständige Gemeinde Pylos als Gemeindebezirk aufgegangen ist.

## Geografie
Der Gemeindebezirk Pylos nimmt den westlichen Teil des messenischen „Fingers“ im Südwesten der Halbinsel Peloponnes ein. Die eigentliche Kleinstadt Pylos liegt am Südeingang der gleichnamigen Bucht, die auch als Bucht von Navarino bekannt ist. Am westlichen Ausgang der Bucht liegt die Insel Sfaktiria.
In Pylos treffen die Straßen Ethniki Odos 9 und Ethniki Odos 82 aufeinander.

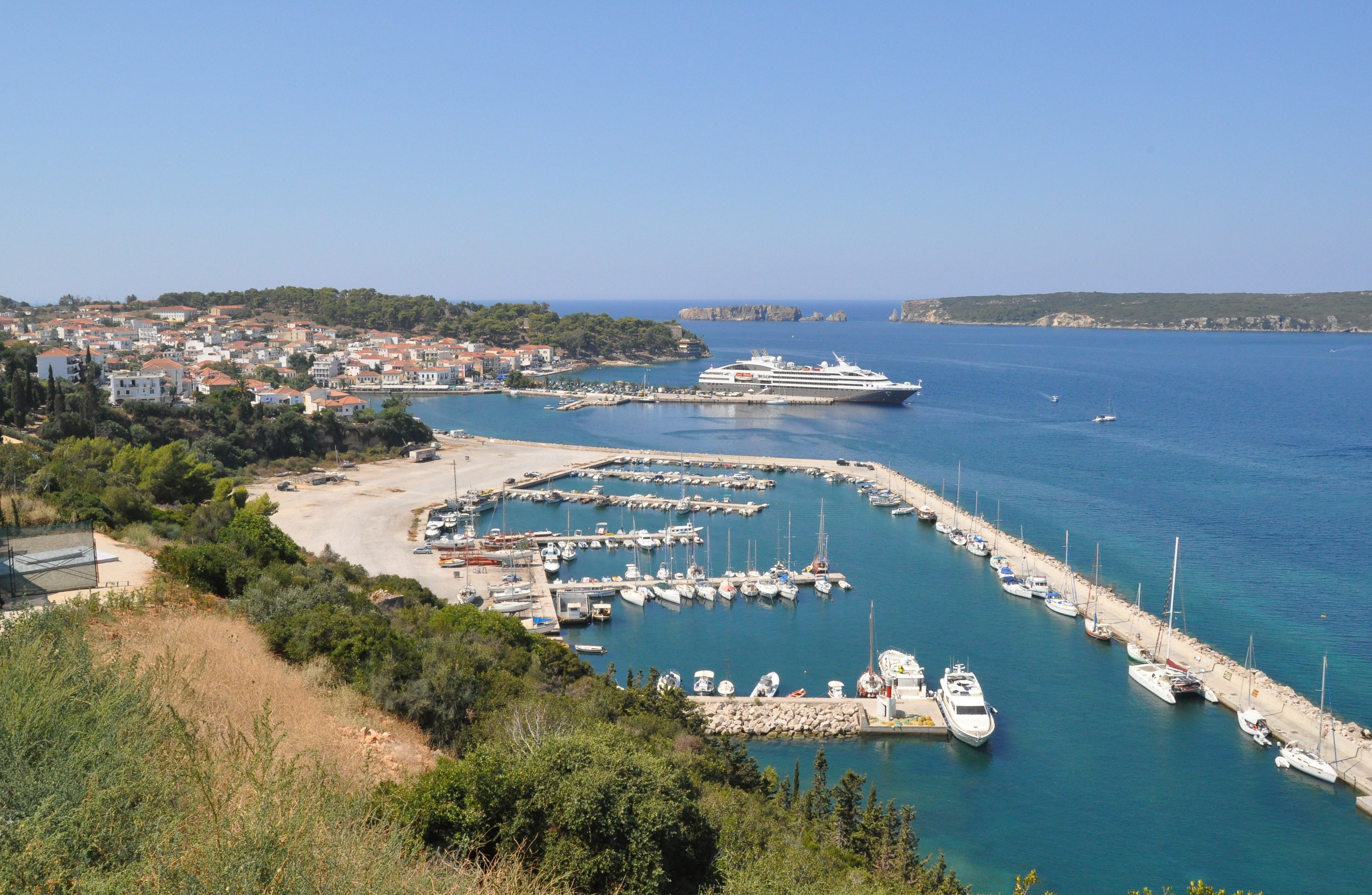
Pylos heute, rechts ein Teil der Insel Sfaktiria
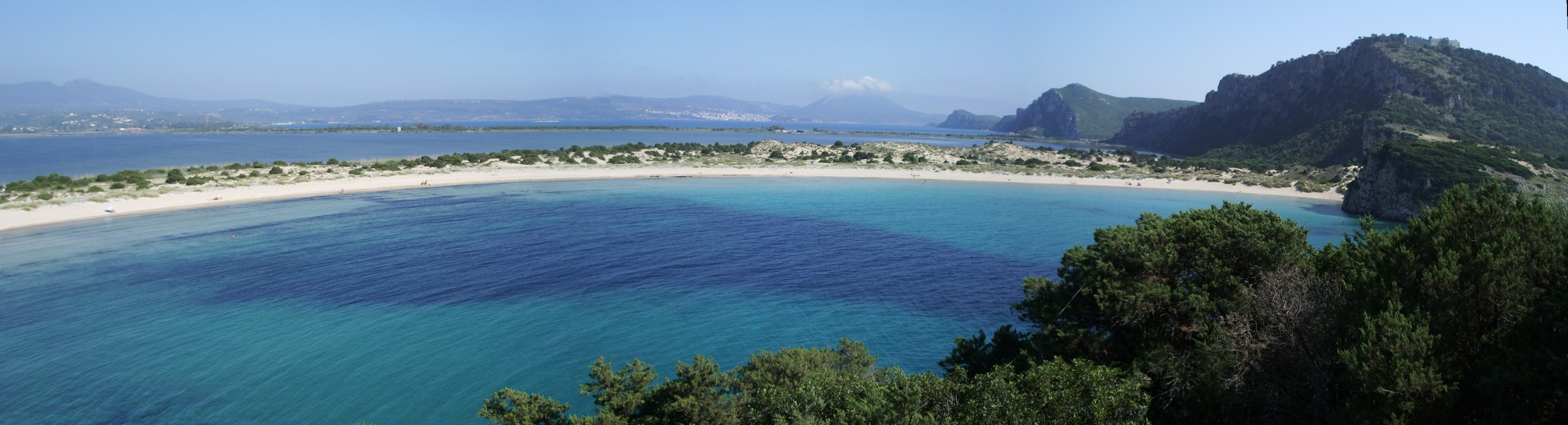
Voidokilia-Bucht, Blick nach Süden

## Geschichte

### Mykenische und klassische Zeit

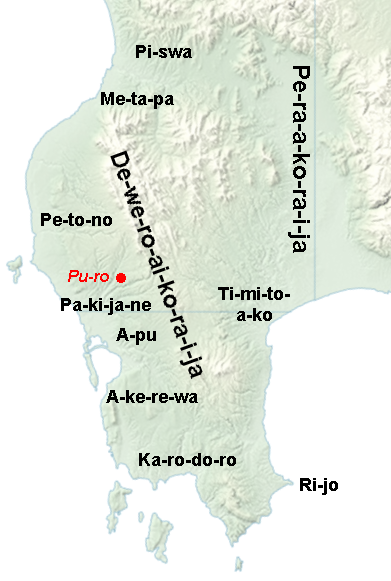
Karte der Distrikte des mykenischen Reiches von Pylos

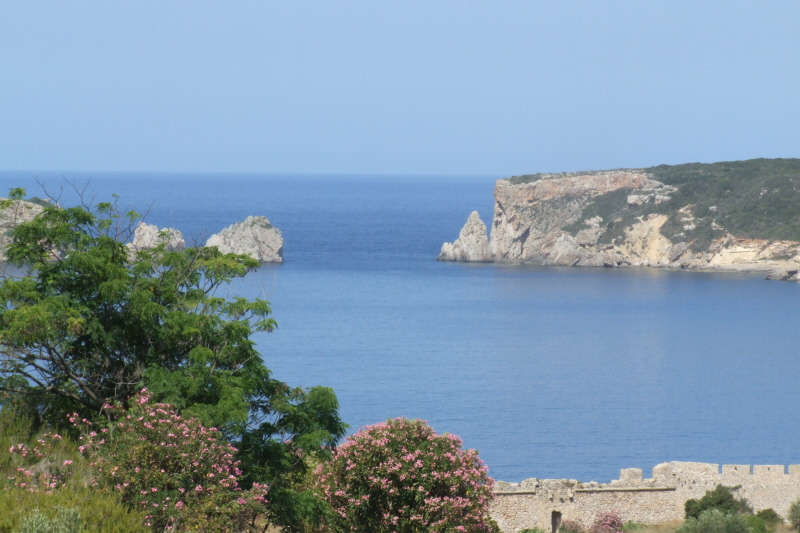
Die Einfahrt in die Bucht von Navarino aus dem Blickwinkel der Festung in Pylos

Pylos (griechisch für „Tor“) ist der Name zweier benachbarter Orte in der Landschaft Messenien an der südlichen Westküste der Peloponnes in Griechenland. An einem dieser Orte, gelegen im Landesinneren zwischen den Dörfern Koryphási und Chóra, befinden sich die Überreste eines großen mykenischen Palasts aus der späthelladischen Zeit, der als Palast des Nestor bekannt wurde. Das alte Pylos und seine Umgebung sind Fundorte von Siegeln und einer großen Anzahl von Tonplomben mit Siegelabdrücken. Das Corpus der minoischen und mykenischen Siegel enthält auch die Funde aus Pylos und seiner Umgebung.
Der andere Ort, dessen Name vermutlich durch Übertragung vom mykenischen Pylos zu erklären ist, wurde erst in klassischer Zeit durch den Sieg der athenischen Streitkräfte über Sparta während des Peloponnesischen Krieges bekannt. Dieses klassische Pylos lag sehr wahrscheinlich an dem felsigen Vorgebirge an der Nordseite der Bucht von Navarino, das in der Antike zunächst Koryphasion (Κορυφάσιον) hieß. 
Im Peloponnesischen Krieg war die Bucht von Pylos 425 v. Chr. Schauplatz der Schlacht von Sphakteria. Der Ort nimmt eine herausragende Stellung in der Geschichte des Peloponnesischen Krieges des Thukydides ein – dies vor allem aufgrund des Erfolges, den der athenische General Demosthenes mit der Besetzung des Ortes und der Gefangennahme einiger spartanischer Truppen auf der nahegelegenen Insel Sphakteria (zwischenzeitlich auch Sphagia genannt) erzielte. Eine detaillierte Beschreibung der dramatischen Ereignisse wird im vierten Buch (Kapitel 2–41) des Thukydides gegeben. Die Gefangenen, die auf der Insel gemacht wurden, brachte man als Geiseln nach Athen. Die Sorge der Spartaner um diese Geiseln trug dazu bei, dass sie 421 v. Chr. dem Nikiasfrieden zustimmten (Thukydides V 15, 1). Die Garnison der Athener hielt sich bis 409 v. Chr. in Pylos (Diodor XIII 64, 4f.; Xenophon, Hellenika I 2, 18). 
365 v. Chr. kam der Ort zum freien Messenien (Diodor XV 77, 4). Um 220 v. Chr. gehörte Pylos zum Achäischen Bund, der dort einen Flottenstützpunkt unterhielt (Polybios IV 25, 4).

### Byzantinische und „fränkische“ Zeit
In der Zeit der Kreuzzüge, als Pylos an das 1205 gegründete Fürstentum Achaia fiel, kamen die alternativen Bezeichnungen Zónglos (gr. Ζόγγλος oder Ζόγκλος; lat. Zonclum, Iunclum oder Iuncum; it. Porto-Junco, Zunchio oder Zonchio; frz. Port-de-Jonc, teils als „Binsenhafen“ gedeutet) und Navarino (gr. Ναβαρίνο mit den älteren Formen Avarinos, Ἀβαρῖνος, Varinos, Βαρῖνος, und Anavarinos, Ἀναβαρῖνος; it. Navarino; frz. Navarin), das vielleicht von einem slawischen Ortsnamen der Bedeutung „Ahorn“ abgeleitet ist. Um 1500 war die Navarresische Kompanie in dem Ort aktiv, der daher Château Navarres oder im lokalen Dialekt Spanochóri (Σπανοχώρι „Dorf der Spanier“) hieß.

### Venezianische und türkische Zeit
Unter venezianischer Herrschaft entstanden Festungen in Alt- und Neu-Pylos. 1499 eroberte das Osmanische Reich die Siedlungen und Festungen. Der Ortsname wurde als Anavarin in die türkische Sprache übernommen. Nach der Fertigstellung einer neuen osmanischen Festung (Anavarin kalesi) im Jahre 1572 wurde es im Griechischen auch als Neókastro (gr. Νεόκαστρο oder Νιόκαστρο, „neue Burg“) benannt, während das alte fränkische Kastell als Palaiókastro (gr. Παλαιόκαστρο oder Παλιόκαστρο, „alte Burg“) bekannt wurde. Im Jahre 1686 und bis 1715 nahm Venedig die Festungen im Zuge der Eroberung der gesamten Peloponnes (Morea) wieder in Besitz. Nach dem Verlust der Morea geriet das Gebiet erneut unter Herrschaft der Osmanen, die um 1770 die Festung in Neu-Pylos wiederherstellten. 1827 fand die Schlacht von Navarino im griechischen Unabhängigkeitskampf in der Bucht statt.

### Das moderne Pylos

#### Die Schiffskatastrophe vor Pylos 2023
Im Juni 2023 ereignete sich im Mittelmeer außerhalb der griechischen Hoheitsgewässer vor Pylos ca. 80 km südlich eine Schiffskatastrophe mit mehreren Hundert Toten. Danach erschien der Ortsname im Zusammenhang der Umstände des Schiffsuntergangs mit der Einreisepolitik der Europäischen Union und Griechenlands für Migranten vorübergehend weltweit in der Presse und den Medien.

## Bevölkerungsentwicklung
Der heutige Gemeindebezirk Pylos hat etwa 5300 Einwohner. Davon leben rund 2300 Menschen im Hauptort Pylos. 
| Jahr | Hauptort | Änderung          | Gemeinde | Änderung         |
| ---- | -------- | ----------------- | -------- | ---------------- |
| 1981 | 2.594    | –                 | –        | -                |
| 1991 | 2.014    | – 580 / – 22,36 % | 5.340    | -                |
| 2001 | 2.104    | 90 / 4,47 %       | 5.402    | 62 / 1,16 %      |
| 2011 | 2.767    | 663 / 31,51 %     | 5.287    | – 115 / – 2,13 % |

## Sehenswürdigkeiten

Kirche Mariae Himmelfahrt
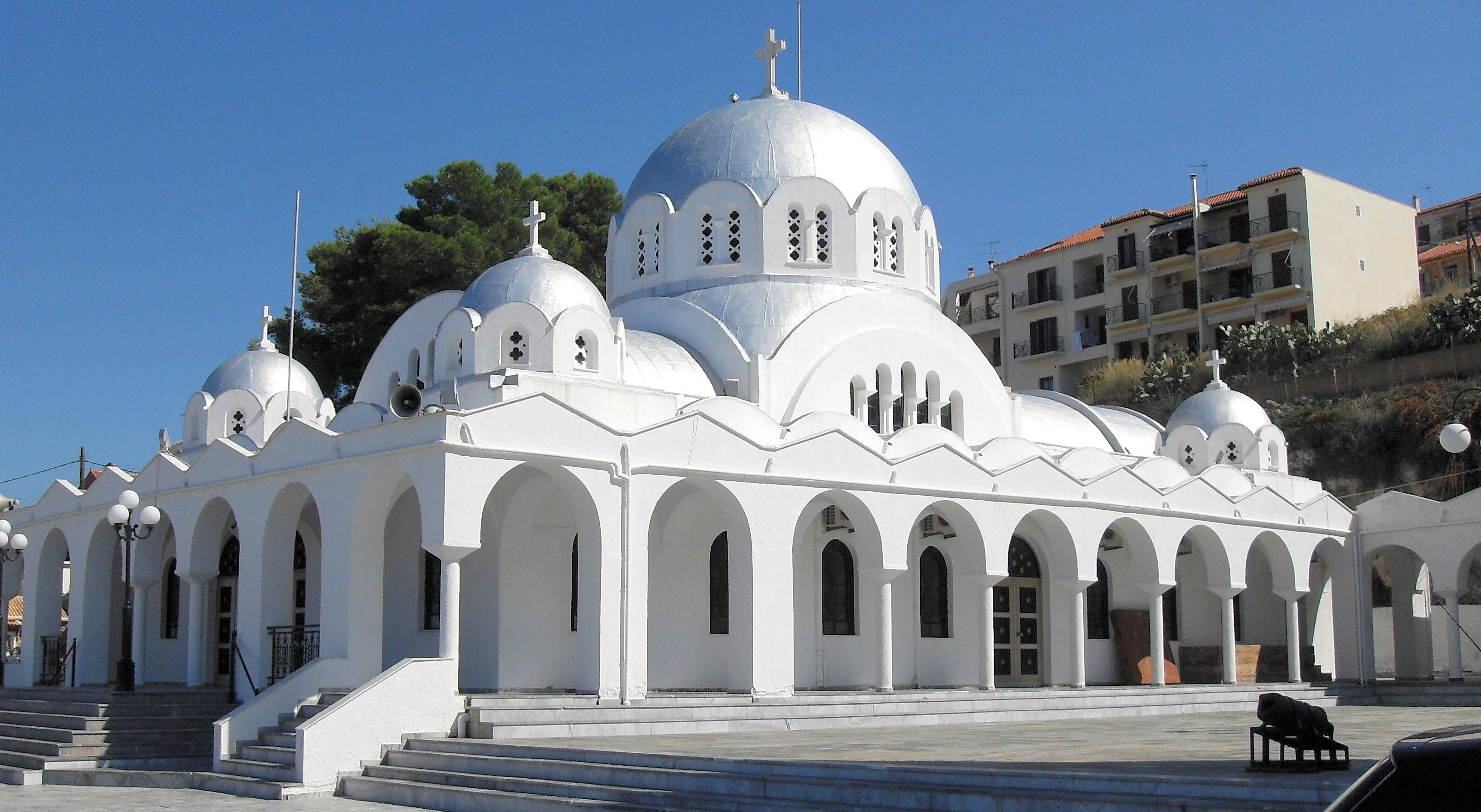
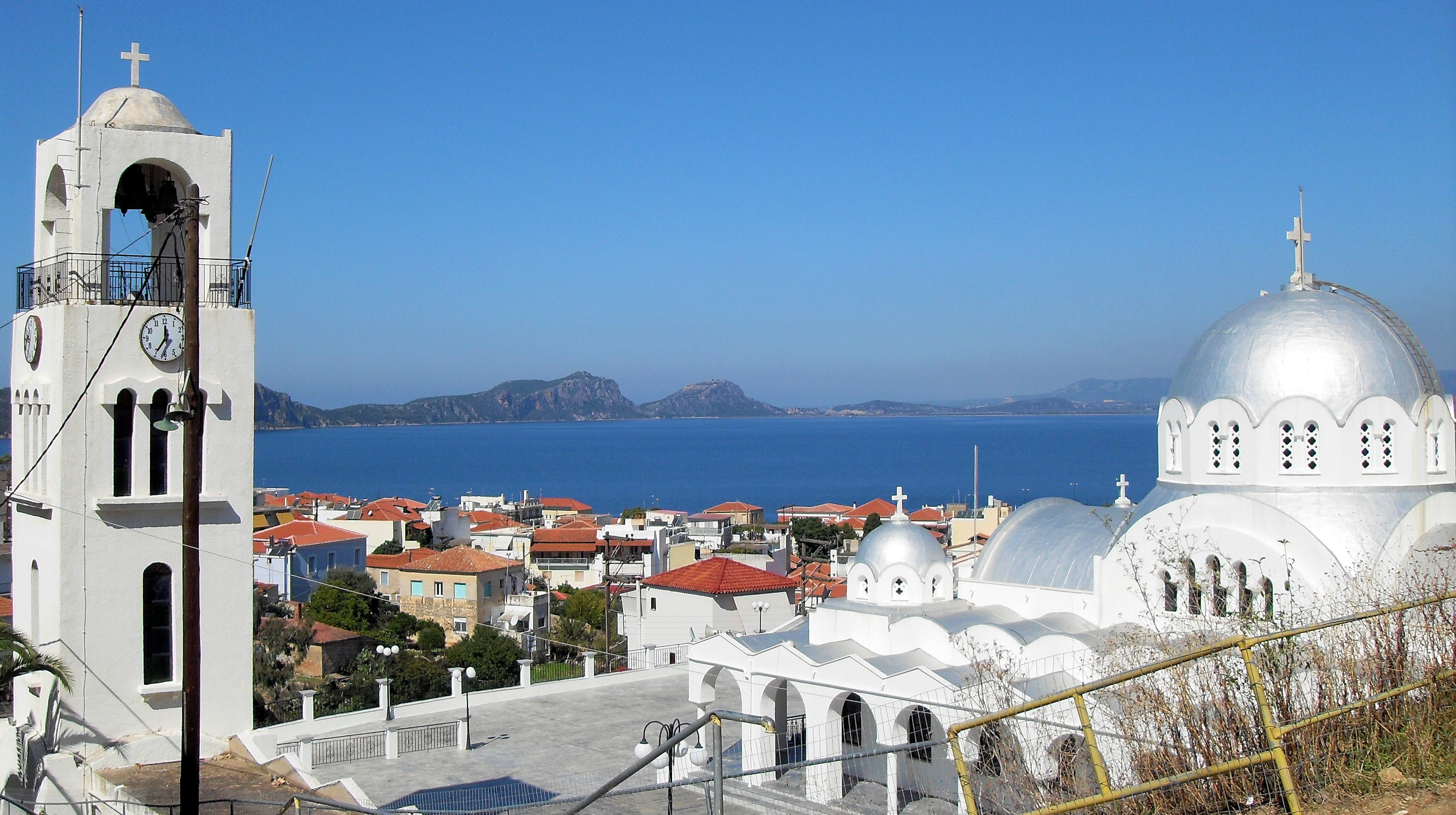

- Kastell (Neo-Kastro)
- Paliokastro (altes Kastell) nördlich der Bucht gelegen
- Aquädukt aus der Osmanenzeit (am südlichen Ortseingang)
- Kirche Mariae Himmelfahrt (1989 umfassend restauriert und teilweise neu gebaut)
- Erinnerungsstätte an die Schlacht von Navarino
- Bucht Voidokilia (das sogenannte „Omega“)
- Agia Nicola, der Berg bei Pylos mit einer kleinen Kirche und 360°-Panorama
- Archäologisches Museum

## Söhne und Töchter der Gemeinde
- Ioannis Zepos (1871–1946), Rechtshistoriker und Herausgeber
- Kostas Tsiklitiras (1888–1913), Olympiasieger im Standweitsprung
- Jannis Spyropoulos (1912–1990), Maler